# Westliche Eidechsennatter

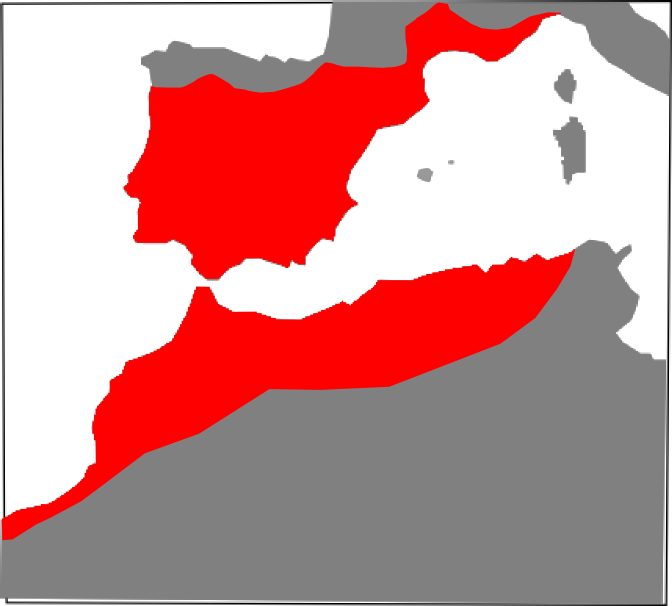
Das ungefähre Verbreitungsgebiet der Art.

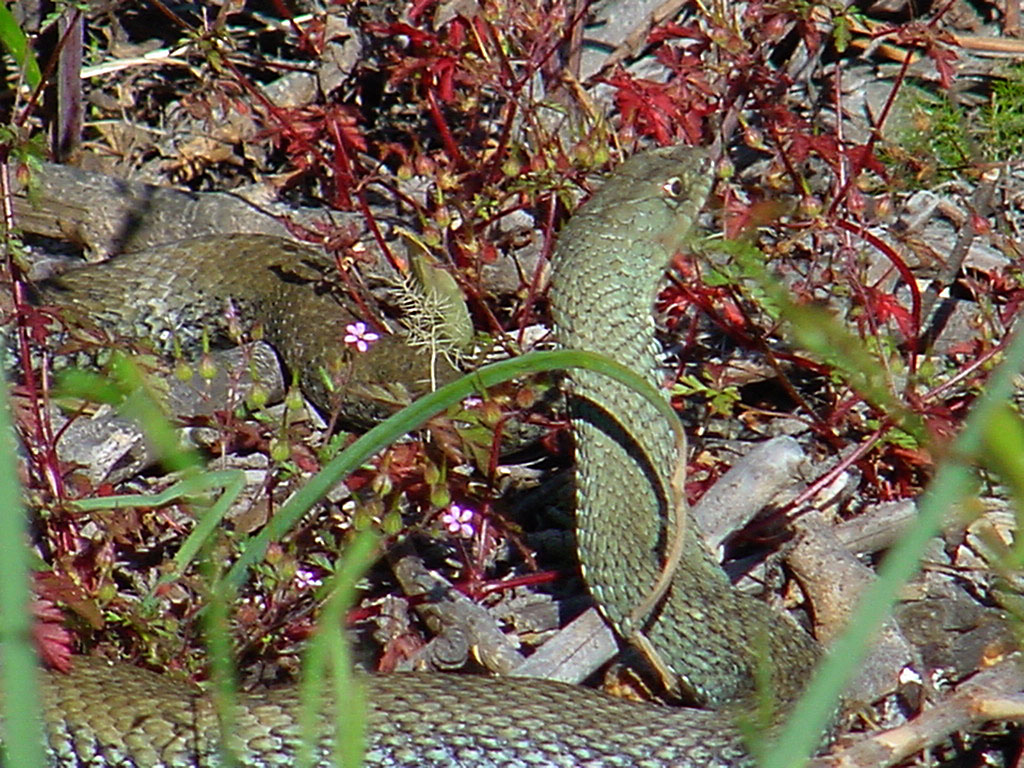

Die Westliche Eidechsennatter (Malpolon monspessulanus) ist eine Schlange aus der Familie Lamprophiidae und lebt in Südwesteuropa und Nordwestafrika. Sie wurde lange Zeit mit der Östlichen Eidechsennatter zu einer Art zusammengefasst.

## Merkmale

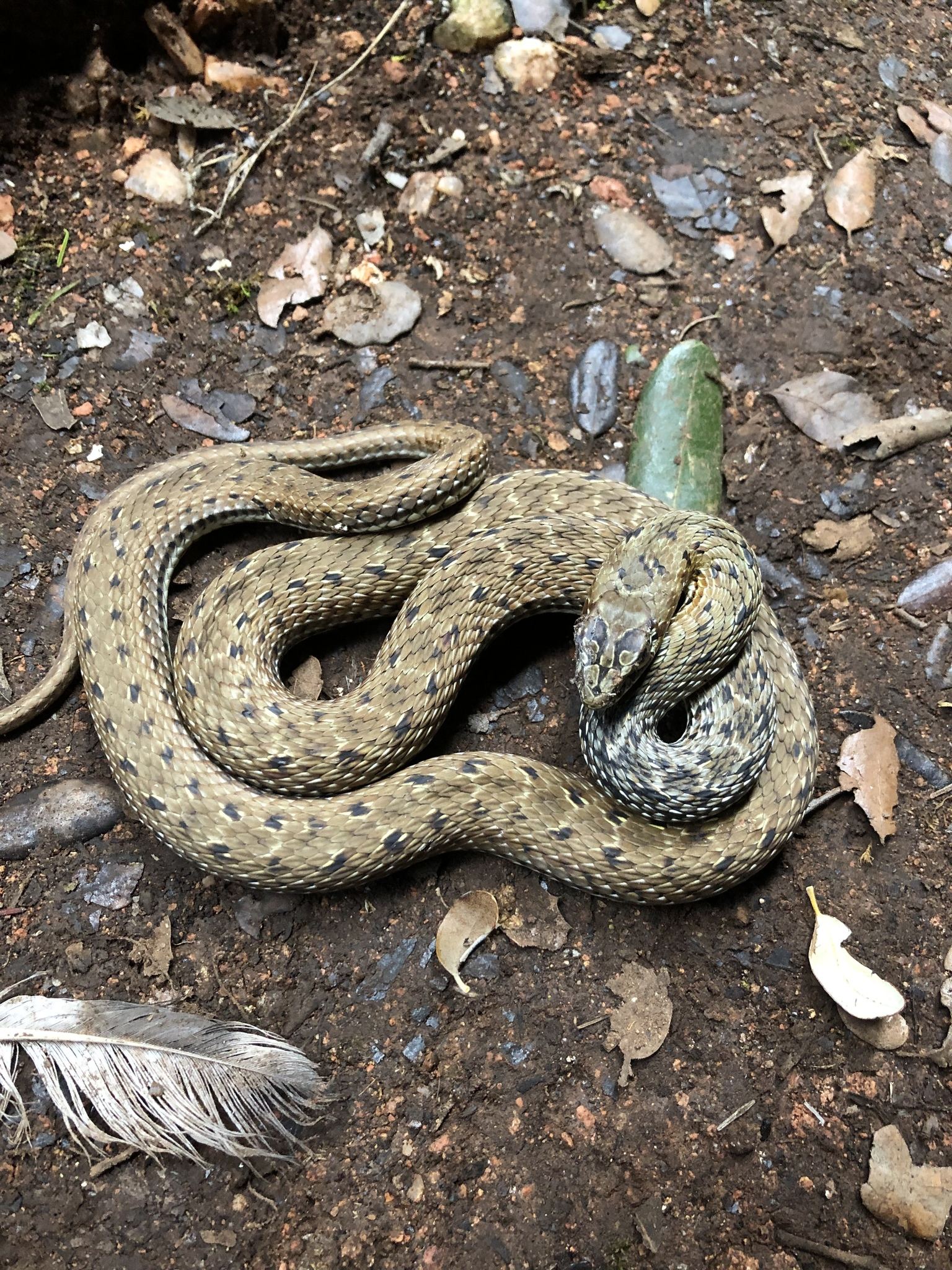
Exemplar in Gesamtansicht.

Eine große Schlange, bei der die Männchen über 2 m lang und 3 kg schwer werden können, meistens aber unter diesen Werten bleiben. Die Weibchen bleiben kleiner, leichter und schlanker (bis 1,40 m und 600 g). Charakteristisch ist der schmale hohle Kopf, der vorne spitz zuläuft und eventuell den Eindruck eines Eidechsenkopfes erzeugt. Weiterhin sehr kennzeichnend sind die vor den Augen deutlich eingetiefte Kopfoberseite, die besonders ausgeprägte Schnauzenkante (Canthus rostralis) und jederseits das scharf nach oben über die Augen vorstehende große Voraugenschild (Praeoculare). Letzteres verleiht den Tieren einen strengen Blick (Adlerblick). Die Augen sind groß mit runden Pupillen. Die Rückenschuppen sind glatt, nicht gekielt, aber die der oberen Reihen sind mit einer Längsfurche versehen. An der Körpermitte befinden sich normalerweise 19 Reihen von Rückenschuppen. In Färbung und Zeichnung gibt es einen auffälligen Geschlechtsunterschied und daneben einen Unterschied zu den Männchen der eng verwandten Östlichen Eidechsennatter. Die erwachsenen Männchen der westlichen Art sind auf der Kopfoberseite, am Hals und am Anfang des Rückens sowie der Flanken (bis 2–3 Kopflängen hinter dem Kopf) normalerweise einfarbig gelblich-graugrün, manchmal beige oder hellbraun gefärbt. Danach folgt eine dunklere, fast schwarze, über 2–4 Kopflängen reichende Rückenzone, die als „Sattelfleck“ bezeichnet wird und die sich danach in zwei nur entlang der Flanken verlaufenden Längsbändern bis zum Schwanz fortsetzt. Die übrige Körperoberseite hinter dem Sattel ist einfarbig, dunkler grün oder braun. Die Unterseite ist gelblich und weist auf dem Bauch oft verwaschene dunkle Flecken auf. Dem recht kontrastarmen Erscheinungsbild der Männchen stehen die Weibchen mit einer kontrastreicheren Zeichnung gegenüber. Oberseits gewöhnlich mit teils bräunlichem, teils hellgrauem, grüngrauem oder rötlichem Untergrund. Darauf finden sich schwarze und weiße (oder gelbe) Linien und Strichel. Dabei resultieren viele individuelle Muster. Auf der Oberseite des Vorderkopfes finden sich auf dunklem Untergrund symmetrisch angeordnete helle Flecken. Auf Augenhöhe beginnt jederseits ein dunkles, hell gesäumtes Band, das schräg nach hinten zieht. Charakteristisch sind helle weißliche Flecken auf den Oberlippenschildern, sowie große, ebenfalls weißliche Flecken an den Bauchkanten, die zusammen den Eindruck eines hellen Längsstreifens erzeugen. Männliche Jungtiere sind auf Kopfoberseite und Rücken einfarbig blass gefärbt oder recht ähnlich wie die Weibchen gezeichnet, während die weiblichen Jungtiere auf Kopf und Körper lebhaft gezeichnet sind. Bei ihnen ist das Muster heller symmetrischer Flecken noch kontrastreicher als bei den erwachsenen Weibchen ausgebildet. Bei der Unterart M.m.saharatlanticus haben die Männchen oberseits einen sehr ausgedehnten dunklen Sattelfleck, der den größten Teil des Körpers bedeckt, wobei jede Rückenschuppe einen weißlichen Fleck aufweist.

## Verbreitung
Die Art besiedelt in Europa nahezu die gesamte Iberische Halbinsel, mit Ausnahme der nördlichsten Bereiche, den Süden Frankreichs und den Nordwesten von Italien. In Afrika lebt sie in Marokko, den Küstenregionen der Westsahara und im nördlichen Algerien und Tunesien. In Italien kommt sie nur in Ligurien vor, in Frankreich hauptsächlich an der Mittelmeerküste, dringt aber entlang der Rhone auch weiter in den Norden vor, bis etwas nördlich von Lyon.

## Lebensraum
Von Meeresspiegelhöhe bis 2250 m über NN in der Sierra Nevada in Spanien, meist aber in niedrigen und mittleren Höhenlagen vorkommend. Die Art besiedelt eine Vielzahl trockener, oft mit Steinen durchsetzter Lebensräume, die sonnenexponiert liegen. Kennzeichnend ist ein lockerer Bewuchs aus Büschen, gepaart mit niedriger krautiger Vegetation sowie einzelnen Bäumen. Auch spaltenreiche Mauern, Ruinen, Weg- und Straßenböschungen, sowie Lichtungen in Wäldern werden besiedelt. Mäßig feuchte Bereiche werden genutzt, um die Gelege abzusetzen.

## Lebensweise

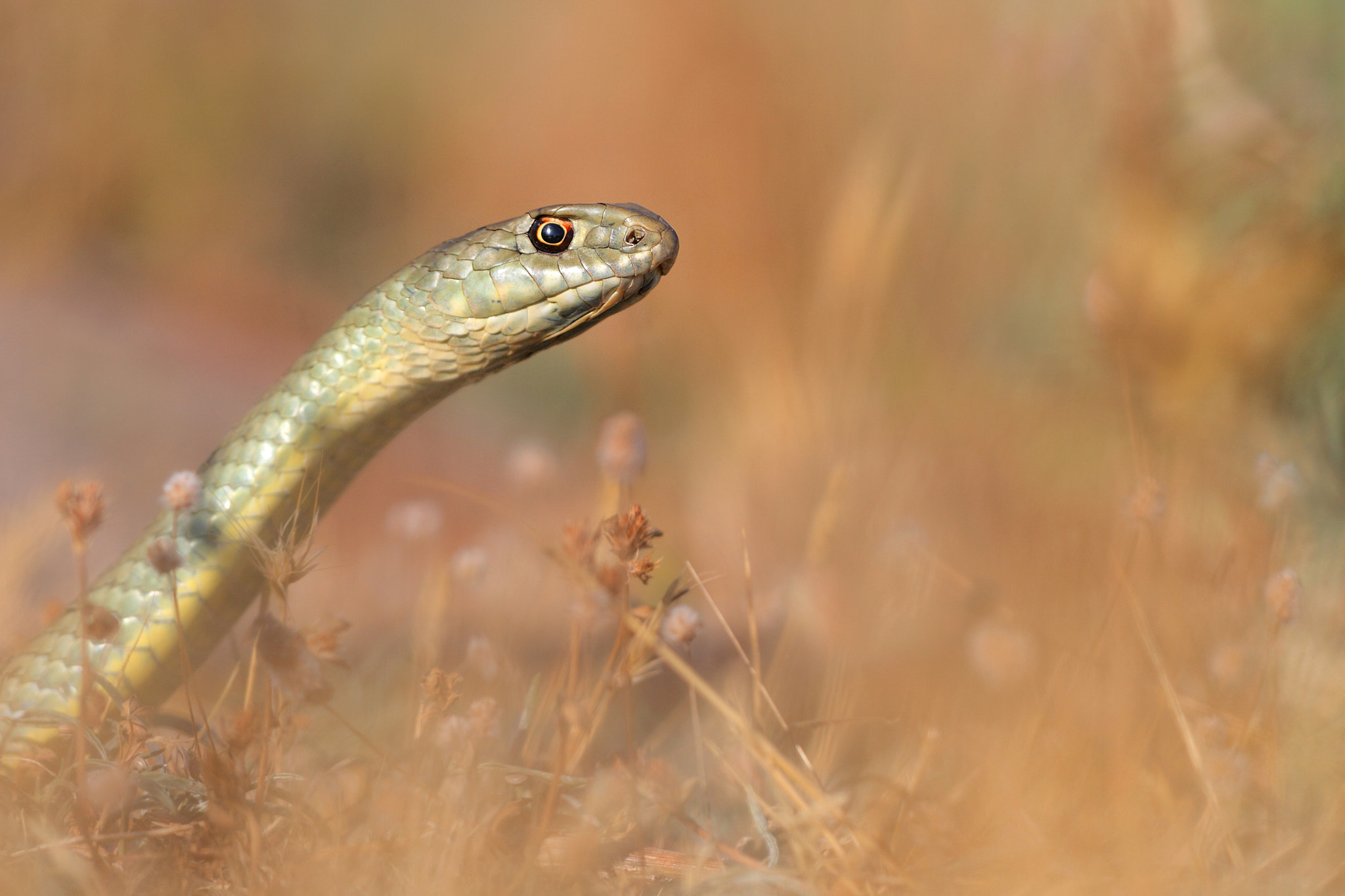
Kopfansicht eines Tieres, das die Umgebung beobachtet.

Von Oktober/November bis Februar/März wird eine Winterruhe gehalten. In milden Phasen wird diese Ruhe unterbrochen, vor allem von den Männchen, aber nur selten Nahrung aufgenommen. Die tagaktive Art ist sehr wärmebedürftig und kann selbst im Hochsommer in der Mittagshitze am Boden oder sogar in der Sonne aktiv angetroffen werden. Von Mitte Mai bis Ende Juni besetzen die kräftigsten Männchen jedes Jahr ein festes Revier und markieren dieses fast täglich mittels eines Duftstoffes. Die zahlreichen Kopulationen in dieser Phase mit einem festen Weibchen dienen auch der sozialen Bindung und erfolgen ohne Nackenbiss. Zwischen Ende Juni und Mitte Juli legt das Weibchen meist unterirdisch bis zu 13 Eier, die 42–60 mm lang und 20–26 mm breit sind. Die Jungtiere schlüpfen im August/September.
Die Nahrung der Art ist vielfältig, indem sie fast alles frisst, was sie überwältigen kann. Dabei spielen Reptilien (Eidechsen, Skinke, Geckos, Blindschleichen, Schlangen), Vögel (verschiedene Sing- und Jungvögel, Rothühner, Jungfasane etc.) und Säugetiere (Mäuse, Ratten, Bilche, Kaninchen etc.) die Hauptrolle. Seltener werden Insekten gefressen.
Ein wichtiger Fressfeind der Art ist der Schlangenadler (Circaetus gallicus). Aber auch von anderen Greifvögeln wird die Art erbeutet, wie beispielsweise dem Habicht, Schwarzmilan, Rotmilan, Steinadler, Iberienadler, Habichtsadler und Mäusebussard. Unter den Säugetieren wird sie vom Ichneumon und Rotfuchs erbeutet. Wildschweine graben Gelege beim Schlupf der Jungtiere aus, um sie zu fressen.
Die Art ist schnell, kann sehr gut sehen und hat eine große Fluchtdistanz. Wenn sie durch die Vegetation kriecht, reckt sie häufig den Vorderkörper hoch, um Ausschau zu halten, weshalb sie herannahende Beobachter schon früh wahrnimmt. Ergriffene Tiere wehren sich durch Umschlingen und beißen heftig zu, wobei auch die Giftzähne eingesetzt werden. Die Art zischt bei Bedrohung, sofern sie nicht ohnehin flieht, laut und ausgiebig.

## Gift
Die Westliche Eidechsennatter verfügt über ein überwiegend neurotoxisches Gift, das sehr stark auf Reptilien wirkt. Bei unvorsichtig hantierenden Menschen haben Bisse zu ernsthaften, aber nicht tödlichen Vergiftungen geführt. Durch die hinten stehenden (opistoglyphen) Zähne verlaufen Bissunfälle manchmal auch glimpflich.

## Gefährdung
Die IUCN listet die Art als nicht gefährdet (least concern) mit einer stabilen Population. Die Art wird sehr häufig auf Straßen überfahren, da sich die Tiere in den Morgenstunden auf dem Asphalt aufwärmen. Auch Revier markierende Männchen und Weibchen auf der Suche nach ihren Eiablageplätzen fallen häufig dem Straßenverkehr zum Opfer.

## Unterarten
- Malpolon monspessulanus monspessulanus De Haan, 1999
- Malpolon monspessulanus saharatlanticus Geniez, Cluchier & De Haan, 2006